# 6-os busz (Eger)
Az egri 6-os jelzésű autóbusz Lajosváros és a Tesco áruház között közlekedik. A viszonylatot a Volánbusz üzemelteti.

## Története
2022. január 1-jén a város buszhálózata jelentősen átalakult, ennek keretében útvonala megváltozott: Lajosváros és a Tesco áruház között jár.

## Útvonala
| Tesco áruház felé | Lajosváros felé |
| --- | --- |
| Lajosváros vá. – Mátyás király út – Sas utca – Kertész utca – Maklári út – Almagyar utca – Kossuth Lajos utca – Eszterházy tér – Törvényház utca – Barkóczy utca – Csiky Sándor utca – Széchenyi István utca – Malom utca – Malomárok utca – Olasz utca – Cifrakapu utca – Tesco áruház vá. | Tesco áruház vá. – Cifrakapu utca – Olasz utca – Malomárok utca – Malom utca – Ráckapu tér – Széchenyi István utca – Csiky Sándor utca – Barkóczy utca – Törvényház utca – Eszterházy tér – Kossuth Lajos utca – Egészségház utca – Klapka György utca – Kertész utca – Sas utca – Mátyás király út – Lajosváros vá. |

## Megállóhelyei
Az átszállási kapcsolatok között a javarészt azonos útvonalon közlekedő 5A és 16-os busz nincs feltüntetve.
| 6 (Lajosváros – Tesco áruház) |                         |          |                                                                                              |
| Perc (↓)                      | Megállóhely             | Perc (↑) | Megállóhelyet érintő járatok                                                                 |
| 0                             | Lajosváros végállomás   | 33       | 3, 3A, 4, 11, 12, 13, 14, 14E                                                                |
| ∫                             | Mátyás király út        | 31       | 3, 3A, 11, 12, 13, 14, 14E, 113                                                              |
| ∫                             | Veres Péter út          | 30       | 3, 3A, 11, 12, 13, 14, 14E, 113                                                              |
| 1                             | Tompa utca              | 29       | 3, 3A, 11, 12, 13, 14, 14E, 112, 113, 3410 Helyközi buszok Távolsági járatok                 |
| 3                             | Aradi út                | 28       | 3, 3A, 11, 12, 13, 14, 14E, 112, 113, 3410                                                   |
| 4                             | Nagyváradi út           | 27       | 3, 3A, 11, 12, 13, 14, 14E, 112, 113, 3410 Helyközi buszok Távolsági járatok                 |
| 5                             | Galagonyás utca         | 26       | 3, 3A, 11, 12, 13, 14, 14E, 112, 113, 3410                                                   |
| ∫                             | Széna tér               | 25       | 3, 3A, 11, 12, 13, 14, 14E, 112, 113, 3410                                                   |
| 6                             | Sas út                  | 23       | 2, 2A, 3, 3A                                                                                 |
| 9                             | Tihaméri malom          | 22       | 2, 2A, 3, 3A, 4, 5, 3405, 3406 Helyközi buszok                                               |
| 10                            | Homok utca              | 20       | 2, 2A, 3, 3A, 4, 5, 3405, 3406 Helyközi buszok Távolsági járatok                             |
| 13                            | Hadnagy utca            | 19       | 2, 2A, 3, 3A, 4, 5, 3405, 3406 Helyközi buszok Távolsági járatok                             |
| 15                            | Szarvas tér             | ∫        | 4, 5, 3405, 3406 Helyközi buszok                                                             |
| ∫                             | Uszoda                  | 17       | 4, 5, 3405, 3406 Helyközi buszok Távolsági járatok                                           |
| ∫                             | Egészségház út          | 16       | 4, 5, 3405, 3406                                                                             |
| 17                            | Egyetem                 | 14       | 4, 5, 3405, 3406 Helyközi buszok Távolsági járatok                                           |
| ∫                             | Bazilika                | 13       | 2, 2A, 4, 5, 7, 7A, 11, 12, 14, 14E, 112, 3405, 3406, 3410                                   |
| 18                            | Autóbusz-állomás        | 12       | 2, 2A, 4, 5, 7, 7A, 11, 12, 14, 14E, 112, 3405, 3406, 3410 Helyközi buszok Távolsági járatok |
| 20                            | Dobó Gimnázium          | 10       | 2, 2A, 5, 7, 7A, 11, 12, 14, 14E, 112, 3405, 3406 Távolsági járatok                          |
| 22                            | Tűzoltó tér             | 8        | 2, 2A, 5, 7, 7A, 11, 12, 14, 14E, 112, 3405, 3406                                            |
| 23                            | Malom út                | 6        | 5, 7, 7A, 12, 112, 3405, 3406 Helyközi buszok                                                |
| 24                            | Hőközpont               | 5        | 5, 12, 13, 112, 113, 3405, 3406                                                              |
| 26                            | Tiba utca               | 3        | 3, 3A, 5, 12, 13, 112, 113, 3405, 3406                                                       |
| 28                            | Felsőváros              | 1        | 3, 3A, 5, 12, 13, 112, 113, 3405, 3406                                                       |
| 29                            | Tesco áruház végállomás | 0        | 3A, 5, 7, 12, 13, 112, 113, 3406                                                             |